# Honda S660
La Honda S660 è una vettura sportiva a due posti, che rientra nella categoria di auto chiamate kei car, prodotta dalla casa automobilistica giapponese Honda dal 2015 al 2022.

## Descrizione
Il veicolo pesa circa 830 kg con il cambio manuale e 850 kg con il cambio CVT automatico. Il prototipo è stato presentato al Tokyo Motor Show nel novembre 2013 ed è il successore della Honda Beat. 
Il nome segue la nomenclatura delle piccole sportive della Honda, con l'uso della lettera "S" seguita dalla cilindrata del motore, che risale alla prima auto di produzione della Honda, la Honda S500.
Il motore, un tricilindrico turbo da 658 cc da 64 CV di potenza, è posizionato trasversalmente e dietro l'abitacolo a due posti, per ottimizzare le masse, con la trazione che spinge al retrotreno. La carrozzeria è di tipo Targa, con il tettuccio rigido che può essere rimosso manualmente.